# Colarbasianos
Los colarbasianos fueron herejes del siglo II de nuestra era. 
Los colarbasianos fueron considerados como una rama o secta de los valentinianos. Su jefe Colarbaso creía en la influencia de los astros en la generación y en la vida humana y afirmaba que toda la suma de la perfección cristiana se encontraba en el alfabeto griego fundándose en las palabras de Cristo que dijo de sí mismo ser Alfa y Omega, es decir, principio y fin de todas las cosas. 